# Chinese Basketball Association 2015-16
La Chinese Basketball Association 2015-16 fue la vigésimo primera edición de la CBA, la primera división del baloncesto profesional de China. Los campeones fueron los Sichuan Blue Whales, que lograba su primer título, derrotando en las finales a los Liaoning Flying Leopards.

## Cambios en los equipos
- Los Chongqing Soaring Dragons se trasladaron a Beijing e inicialmente cambiaron su nombre por el de Beijing BG en septiembre de 2015.[1] Para evitar confusiones con el equipo de fútbol de la ciudad de la segunda división del país, Primera Liga China, que tambiéns e llama Beijing BG o Beijing Beikong, y también para evitar confusión con los Beijing Ducks un gran número de medios de comunicación chinos han optado por denominarle Beikong Fly Dragons.

- Los Dongguan Leopards se trasladaron a Shenzhen y cambiaron su nombre por el de Shenzhen Leopards en octubre de 2015.[2]

## Política de jugadores extranjeros
Todos los equipos a excepción de los Bayi Rockets tenían la opción de contar con dos jugadores extranjeros. Los últimos cuatro de la temporada anterior (a excepción de Bayi) pudieron contratar además un jugador extra asiático.

### Lista de jugadores extranjeros
| Equipo                      | Jugador 1        | Jugador 2        | Jugador de Asia       | Sustituciones en la temporada |
| --------------------------- | ---------------- | ---------------- | --------------------- | ----------------------------- |
| Bayi Rockets                | –                | –                | –                     | –                             |
| Beijing Ducks               | Stephon Marbury  | Randolph Morris  | –                     | –                             |
| Beikong Fly Dragons         | Esteban Batista  | Dorell Wright    | Mehdi Kamrani         | –                             |
| Foshan Long-Lions           | Jerrelle Benimon | Jabari Brown     | –                     | Scotty Hopson                 |
| Fujian Sturgeons            | Dwight Buycks    | Jeremy Tyler     | Fadi El Khatib        | Jarrid Famous                 |
| Guangdong Southern Tigers   | Justin Carter    | Ike Diogu        | –                     | Will Bynum                    |
| Jiangsu Dragons             | MarShon Brooks   | Greg Oden        | –                     | Will McDonald                 |
| Jiangsu Tongxi Monkey Kings | Jerome Jordan    | Von Wafer        | Sani Sakakini         | Liam McMorrow                 |
| Jilin Northeast Tigers      | Josh Akognon     | Peter John Ramos | -                     | Marcus Williams               |
| Liaoning Flying Leopards    | Lester Hudson    | Shavlik Randolph | –                     | –                             |
| Qingdao Eagles              | Jonathan Gibson  | Alan Williams    | –                     | –                             |
| Shandong Golden Stars       | Michael Beasley  | Eugene Jeter     | –                     | –                             |
| Shanghai Sharks             | Bernard James    | A.J. Price       | -                     | -                             |
| Shanxi Brave Dragons        | Jamaal Franklin  | Samuel Dalembert | –                     | Yancy Gates Dominique Jones   |
| Shenzhen Leopards           | Bobby Brown      | Dominic McGuire  | –                     | –                             |
| Sichuan Blue Whales         | Justin Dentmon   | Mike Harris      | Hamed Haddadi         | –                             |
| Tianjin Gold Lions          | Jordan Crawford  | Casper Ware      | –                     | Jason Maxiell                 |
| Xinjiang Flying Tigers      | Andray Blatche   | Bryce Cotton     | –                     | Andrew Goudelock              |
| Zhejiang Golden Bulls       | Charles Gaines   | Willie Warren    | Samad Nikkhah Bahrami | –                             |
| Zhejiang Guangsha Lions     | Eli Holman       | Jeremy Pargo     | –                     | –                             |

## Temporada regular
| #  | Temporada 2016–17 de la CBA | Temporada 2016–17 de la CBA | Temporada 2016–17 de la CBA | Temporada 2016–17 de la CBA | Temporada 2016–17 de la CBA | Temporada 2016–17 de la CBA |
| #  | Equipo                      | G                           | P                           | %                           | Pts                         | Desempate                   |
| -- | --------------------------- | --------------------------- | --------------------------- | --------------------------- | --------------------------- | --------------------------- |
| 1  | Liaoning Flying Leopards    | 31                          | 7                           | .816                        | 69                          |                             |
| 2  | Xinjiang Flying Tigers      | 30                          | 8                           | .789                        | 68                          |                             |
| 3  | Sichuan Blue Whales         | 30                          | 8                           | .789                        | 68                          |                             |
| 4  | Guangdong Southern Tigers   | 28                          | 10                          | .737                        | 66                          |                             |
| 5  | Shandong Golden Stars       | 28                          | 10                          | .737                        | 66                          |                             |
| 6  | Zhejiang Guangsha Lions     | 27                          | 11                          | .711                        | 65                          |                             |
| 7  | Beijing Ducks               | 23                          | 15                          | .605                        | 61                          |                             |
| 8  | Zhejiang Golden Bulls       | 22                          | 16                          | .579                        | 60                          |                             |
| 9  | Shenzhen Leopards           | 19                          | 19                          | .500                        | 57                          |                             |
| 10 | Shanxi Brave Dragons        | 18                          | 20                          | .474                        | 56                          |                             |
| 11 | Jiangsu Dragons             | 18                          | 20                          | .474                        | 56                          |                             |
| 12 | Shanghai Sharks             | 18                          | 20                          | .474                        | 56                          |                             |
| 13 | Fujian Sturgeons            | 16                          | 22                          | .421                        | 54                          |                             |
| 14 | Qingdao Eagles              | 16                          | 22                          | .421                        | 54                          |                             |
| 15 | Beikong Fly Dragons         | 13                          | 25                          | .342                        | 51                          |                             |
| 16 | Jiangsu Tongxi Monkey Kings | 12                          | 26                          | .316                        | 50                          |                             |
| 17 | Jilin Northeast Tigers      | 10                          | 28                          | .263                        | 48                          |                             |
| 18 | Tianjin Gold Lions          | 8                           | 30                          | .211                        | 46                          |                             |
| 19 | Bayi Rockets                | 7                           | 31                          | .184                        | 45                          |                             |
| 20 | Foshan Long-Lions           | 6                           | 32                          | .158                        | 44                          |                             |

|  | Los 8 primeros acceden a los Playoffs |

## Playoffs
|  | Cuartos de final | Cuartos de final          | Cuartos de final |                           |   | Semifinales              | Semifinales   | Semifinales   |  |   | Finales                  | Finales       | Finales       |  |
|  | Al mejor de 5    | Al mejor de 5             | Al mejor de 5    |                           |   | Al mejor de 5            | Al mejor de 5 | Al mejor de 5 |  |   | Al mejor de 7            | Al mejor de 7 | Al mejor de 7 |  |
|  |                  |                           |                  |                           |   |                          |               |               |  |   |                          |               |               |  |
|  |                  |                           |                  |                           |   |                          |               |               |  |   |                          |               |               |  |
|  | 1                | Liaoning Flying Leopards  | 3                |                           |   |                          |               |               |  |   |                          |               |               |  |
|  | 1                | Liaoning Flying Leopards  | 3                |                           |   |                          |               |               |  |   |                          |               |               |  |
|  | 8                | Zhejiang Golden Bulls     | 0                |                           |   |                          |               |               |  |   |                          |               |               |  |
|  | 8                | Zhejiang Golden Bulls     | 0                |                           | 1 | Liaoning Flying Leopards | 3             |               |  |   |                          |               |               |  |
|  |                  |                           |                  |                           | 1 | Liaoning Flying Leopards | 3             |               |  |   |                          |               |               |  |
|  |                  |                           | 4                | Guangdong Southern Tigers | 1 |                          |               |               |  |   |                          |               |               |  |
|  | 4                | Guangdong Southern Tigers | 4                | Guangdong Southern Tigers | 1 | 3                        |               |               |  |   |                          |               |               |  |
|  | 4                | Guangdong Southern Tigers |                  |                           |   |                          |               |               |  |   |                          |               |               |  |
|  | 5                | Shandong Golden Stars     | 0                |                           |   |                          |               |               |  |   |                          |               |               |  |
|  | 5                | Shandong Golden Stars     | 0                |                           |   |                          |               |               |  | 1 | Liaoning Flying Leopards | 1             |               |  |
|  |                  |                           |                  |                           |   |                          |               |               |  | 1 | Liaoning Flying Leopards | 1             |               |  |
|  |                  |                           | 3                | Sichuan Blue Whales       | 4 |                          |               |               |  |   |                          |               |               |  |
|  | 2                | Xinjiang Flying Tigers    | 3                | Sichuan Blue Whales       | 4 | 3                        |               |               |  |   |                          |               |               |  |
|  | 2                | Xinjiang Flying Tigers    |                  |                           |   |                          |               |               |  |   |                          |               |               |  |
|  | 7                | Beijing Ducks             | 1                |                           |   |                          |               |               |  |   |                          |               |               |  |
|  | 7                | Beijing Ducks             | 1                |                           | 2 | Xinjiang Flying Tigers   | 0             |               |  |   |                          |               |               |  |
|  |                  |                           |                  |                           | 2 | Xinjiang Flying Tigers   | 0             |               |  |   |                          |               |               |  |
|  |                  |                           | 3                | Sichuan Blue Whales       | 3 |                          |               |               |  |   |                          |               |               |  |
|  | 3                | Sichuan Blue Whales       | 3                | Sichuan Blue Whales       | 3 | 3                        |               |               |  |   |                          |               |               |  |
|  | 3                | Sichuan Blue Whales       |                  |                           |   |                          |               |               |  |   |                          |               |               |  |
|  | 6                | Zhejiang Guangsha Lions   | 0                |                           |   |                          |               |               |  |   |                          |               |               |  |
|  | 6                | Zhejiang Guangsha Lions   | 0                |                           |   |                          |               |               |  |   |                          |               |               |  |
|  |                  |                           |                  |                           |   |                          |               |               |  |   |                          |               |               |  |

Negrita Ganador de la serie
Cursiva Equipo con ventaja de cancha

### (1) Liaoning Flying Leopards vs. (8) Zhejiang Golden Bulls
| 15 de febrero                  | Liaoning Flying Leopards                               | 116–108                               | Zhejiang Golden Bulls                                          |                                          |  |  |
| 19:35                          | Parciales: 24–34, 29–22, 28–27, 35–25                  | Parciales: 24–34, 29–22, 28–27, 35–25 | Parciales: 24–34, 29–22, 28–27, 35–25                          |                                          |  |  |
|                                | Estadísticas Guo Ailun 27 Li Xiaoxu 15 Lester Hudson 9 | Pts Reb Asts                          | Estadísticas Willie Warren 35 Charles Gaines 9 Willie Warren 6 | Pabellón: Yiwu Gymnasium, Yiwu, Zhejiang |  |  |
| Liaoning lidera las series 1–0 |                                                        |                                       |                                                                |                                          |  |  |
|                                |                                                        |                                       |                                                                |                                          |  |  |

| 17 de febrero                  | Zhejiang Golden Bulls                                                          | 105–138                               | Liaoning Flying Leopards                                                      |                                            |  |  |
| 19:35                          | Parciales: 21–36, 27–38, 23–37, 34–27                                          | Parciales: 21–36, 27–38, 23–37, 34–27 | Parciales: 21–36, 27–38, 23–37, 34–27                                         |                                            |  |  |
|                                | Estadísticas Charles Gaines 27 Charles Gaines 10 Willie Warren, Wu Qian 5 each | Pts Reb Asts                          | Estadísticas Lester Hudson 30 Han Dejun, Shavlik Randolph 12 each Guo Ailun 9 | Pabellón: Benxi Gymnasium, Benxi, Liaoning |  |  |
| Liaoning lidera las series 2–0 |                                                                                |                                       |                                                                               |                                            |  |  |
|                                |                                                                                |                                       |                                                                               |                                            |  |  |

| 19 de febrero                | Zhejiang Golden Bulls                                                                                | 111–127                               | Liaoning Flying Leopards                                         |                                            |  |  |
| 19:35                        | Parciales: 25–30, 26–32, 33–39, 27–26                                                                | Parciales: 25–30, 26–32, 33–39, 27–26 | Parciales: 25–30, 26–32, 33–39, 27–26                            |                                            |  |  |
|                              | Estadísticas Samad Nikkhah Bahrami 22 Charles Gaines 17 Samad Nikkhah Bahrami, Charles Gaines 5 each | Pts Reb Asts                          | Estadísticas Shavlik Randolph 28 Shavlik Randolph 8 Guo Ailun 11 | Pabellón: Benxi Gymnasium, Benxi, Liaoning |  |  |
| Liaoning gana las series 3–0 | |                                       |                                                                  |                                            |  |  |
|                              | |                                       |                                                                  |                                            |  |  |

### (2) Xinjiang Flying Tigers vs. (7) Beijing Ducks
| 5 de febrero                   | Xinjiang Flying Tigers                                                               | 117–105                               | Beijing Ducks                                                       |                                    |  |  |
| 19:35                          | Parciales: 24–25, 35–25, 28–22, 30–33                                                | Parciales: 24–25, 35–25, 28–22, 30–33 | Parciales: 24–25, 35–25, 28–22, 30–33                               |                                    |  |  |
|                                | Estadísticas Andray Blatche 29 Andray Blatche 16 Andray Blatche, Bryce Cotton 5 each | Pts Reb Asts                          | Estadísticas Stephon Marbury 29 Randolph Morris 8 Stephon Marbury 4 | Pabellón: LeSports Center, Beijing |  |  |
| Xinjiang lidera las series 1–0 |                                                                                      |                                       |                                                                     |                                    |  |  |
|                                |                                                                                      |                                       |                                                                     |                                    |  |  |

| 17 de febrero                  | Beijing Ducks                                                       | 101–104                               | Xinjiang Flying Tigers                                            |                                            |  |  |
| 19:35                          | Parciales: 29–23, 25–23, 24–32, 23–26                               | Parciales: 29–23, 25–23, 24–32, 23–26 | Parciales: 29–23, 25–23, 24–32, 23–26                             |                                            |  |  |
|                                | Estadísticas Stephon Marbury 32 Randolph Morris 9 Stephon Marbury 4 | Pts Reb Asts                          | Estadísticas Andray Blatche 37 Andray Blatche 13 Andray Blatche 5 | Pabellón: Hongshan Arena, Ürümqi, Xinjiang |  |  |
| Xinjiang lidera las series 2–0 |                                                                     |                                       |                                                                   |                                            |  |  |
|                                |                                                                     |                                       |                                                                   |                                            |  |  |

| 19 de febrero                  | Beijing Ducks                                                | 117–99                                | Xinjiang Flying Tigers                                                         |                                            |  |  |
| 19:35                          | Parciales: 30–25, 33–31, 29–26, 25–17                        | Parciales: 30–25, 33–31, 29–26, 25–17 | Parciales: 30–25, 33–31, 29–26, 25–17                                          |                                            |  |  |
|                                | Estadísticas Stephon Marbury 37 Sun Yue 10 Stephon Marbury 6 | Pts Reb Asts                          | Estadísticas Andray Blatche 28 Andray Blatche, Zhou Qi 8 each Andray Blatche 7 | Pabellón: Hongshan Arena, Ürümqi, Xinjiang |  |  |
| Xinjiang lidera las series 2–1 |                                                              |                                       |                                                                                |                                            |  |  |
|                                |                                                              |                                       |                                                                                |                                            |  |  |

| 21 de febrero                | Xinjiang Flying Tigers                              | 103–94                                | Beijing Ducks                                       |                                    |  |  |
| 19:35                        | Parciales: 31–20, 28–26, 18–30, 26–18               | Parciales: 31–20, 28–26, 18–30, 26–18 | Parciales: 31–20, 28–26, 18–30, 26–18               |                                    |  |  |
|                              | Estadísticas Andray Blatche 26 Zhou Qi 16 Zhou Qi 3 | Pts Reb Asts                          | Estadísticas Stephon Marbury 29 Ji Zhe 11 Sun Yue 4 | Pabellón: LeSports Center, Beijing |  |  |
| Xinjiang gana las series 3–1 |                                                     |                                       |                                                     |                                    |  |  |
|                              |                                                     |                                       |                                                     |                                    |  |  |

### (3) Sichuan Blue Whales vs. (6) Zhejiang Lions
| 15 de febrero                 | Sichuan Blue Whales                                            | 139–98                                | Zhejiang Lions                                        |                                                  |  |  |
| 19:35                         | Parciales: 37–25, 34–29, 36–19, 32–25                          | Parciales: 37–25, 34–29, 36–19, 32–25 | Parciales: 37–25, 34–29, 36–19, 32–25                 |                                                  |  |  |
|                               | Estadísticas Justin Dentmon 30 Mike Harris 10 Justin Dentmon 7 | Pts Reb Asts                          | Estadísticas Eli Holman 29 Eli Holman 9 Sun Minghui 7 | Pabellón: Hangzhou Gymnasium, Hangzhou, Zhejiang |  |  |
| Sichuan lidera las series 1–0 |                                                                |                                       |                                                       |                                                  |  |  |
|                               |                                                                |                                       |                                                       |                                                  |  |  |

| 17 de febrero                 | Zhejiang Lions                                            | 118–131                               | Sichuan Blue Whales                                                                  |                                                        |  |  |
| 19:35                         | Parciales: 33–41, 19–34, 32–35, 34–21                     | Parciales: 33–41, 19–34, 32–35, 34–21 | Parciales: 33–41, 19–34, 32–35, 34–21                                                |                                                        |  |  |
|                               | Estadísticas Lin Chih-chieh 41 Eli Holman 9 Sun Minghui 5 | Pts Reb Asts                          | Estadísticas Justin Dentmon 32 Hamed Haddadi 19 Justin Dentmon, Hamed Haddadi 7 each | Pabellón: Sichuan Provincial Stadium, Chengdu, Sichuan |  |  |
| Sichuan lidera las series 2–0 |                                                           |                                       |                                                                                      |                                                        |  |  |
|                               |                                                           |                                       |                                                                                      |                                                        |  |  |

| 19 de febrero               | Zhejiang Lions                                               | 113–123                               | Sichuan Blue Whales                                          |                                                        |  |  |
| 19:35                       | Parciales: 29–33, 30–29, 28–27, 26–34                        | Parciales: 29–33, 30–29, 28–27, 26–34 | Parciales: 29–33, 30–29, 28–27, 26–34                        |                                                        |  |  |
|                             | Estadísticas Lin Chih-chieh 27 Eli Holman 10 Jeremy Pargo 10 | Pts Reb Asts                          | Estadísticas Mike Harris 41 Hamed Haddadi 17 Hamed Haddadi 9 | Pabellón: Sichuan Provincial Stadium, Chengdu, Sichuan |  |  |
| Sichuan gana las series 3–0 |                                                              |                                       |                                                              |                                                        |  |  |
|                             |                                                              |                                       |                                                              |                                                        |  |  |

### (4) Guangdong Southern Tigers vs. (5) Shandong Golden Stars
| 15 de febrero                   | Guangdong Southern Tigers                                  | 95–81                                 | Shandong Golden Stars                                             |                                           |  |  |
| 19:35                           | Parciales: 28–22, 22–14, 18–23, 27–22                      | Parciales: 28–22, 22–14, 18–23, 27–22 | Parciales: 28–22, 22–14, 18–23, 27–22                             |                                           |  |  |
|                                 | Estadísticas Justin Carter 24 Ike Diogu 18 Justin Carter 7 | Pts Reb Asts                          | Estadísticas Michael Beasley 32 Michael Beasley 17 Eugene Jeter 3 | Pabellón: Shandong Arena, Jinan, Shandong |  |  |
| Guangdong lidera las series 1–0 |                                                            |                                       |                                                                   |                                           |  |  |
|                                 |                                                            |                                       |                                                                   |                                           |  |  |

| 17 de febrero                   | Shandong Golden Stars                                                           | 111–130                               | Guangdong Southern Tigers                              |                                                           |  |  |
| 19:35                           | Parciales: 21–30, 29–35, 36–38, 25–27                                           | Parciales: 21–30, 29–35, 36–38, 25–27 | Parciales: 21–30, 29–35, 36–38, 25–27                  |                                                           |  |  |
|                                 | Estadísticas Michael Beasley 37 Michael Beasley 15 Eugene Jeter, Sui Ran 4 each | Pts Reb Asts                          | Estadísticas Ike Diogu 35 Ike Diogu 12 Justin Carter 8 | Pabellón: Dongguan Basketball Center, Dongguan, Guangdong |  |  |
| Guangdong lidera las series 2–0 |                                                                                 |                                       |                                                        |                                                           |  |  |
|                                 |                                                                                 |                                       |                                                        |                                                           |  |  |

| 19 de febrero                 | Shandong Golden Stars                                                | 105–125                               | Guangdong Southern Tigers                               |                                                           |  |  |
| 19:35                         | Parciales: 31–29, 30–35, 19–26, 25–35                                | Parciales: 31–29, 30–35, 19–26, 25–35 | Parciales: 31–29, 30–35, 19–26, 25–35                   |                                                           |  |  |
|                               | Estadísticas Michael Beasley 35 Michael Beasley 15 Michael Beasley 6 | Pts Reb Asts                          | Estadísticas Zhu Fangyu 31 Ike Diogu 14 Justin Carter 4 | Pabellón: Dongguan Basketball Center, Dongguan, Guangdong |  |  |
| Guangdong gana las series 3–0 |                                                                      |                                       |                                                         |                                                           |  |  |
|                               |                                                                      |                                       |                                                         |                                                           |  |  |

### Semifinales
All times are in China standard time (UTC+8)

### (1) Liaoning Flying Leopards vs. (4) Guangdong Southern Tigers
| 26 de febrero | Liaoning Flying Leopards | vs.                   | Guangdong Southern Tigers |                                                           |
| 19:35         | Parciales: –, –, –, –    | Parciales: –, –, –, – | Parciales: –, –, –, –     |                                                           |
|               |                          |                       |                           | Pabellón: Dongguan Basketball Center, Dongguan, Guangdong |

| 28 de febrero | Guangdong Southern Tigers | vs.                   | Liaoning Flying Leopards |                                            |
| 19:35         | Parciales: –, –, –, –     | Parciales: –, –, –, – | Parciales: –, –, –, –    |                                            |
|               |                           |                       |                          | Pabellón: Benxi Gymnasium, Benxi, Liaoning |

| 2 de marzo | Guangdong Southern Tigers | vs.                   | Liaoning Flying Leopards |                                            |
| 19:35      | Parciales: –, –, –, –     | Parciales: –, –, –, – | Parciales: –, –, –, –    |                                            |
|            |                           |                       |                          | Pabellón: Benxi Gymnasium, Benxi, Liaoning |

| 4 de marzo | Liaoning Flying Leopards | vs. | Guangdong Southern Tigers |                                                           |
| 19:35      |                          |     |                           |                                                           |
|            |                          |     |                           | Pabellón: Dongguan Basketball Center, Dongguan, Guangdong |

### (2) Xinjiang Flying Tigers Vs. (3) Sichuan Blue Whales
| 26 de febrero | Liaoning Flying Leopards | vs.                   | Guangdong Southern Tigers |                                                           |
| 19:35         | Parciales: –, –, –, –    | Parciales: –, –, –, – | Parciales: –, –, –, –     |                                                           |
|               |                          |                       |                           | Pabellón: Dongguan Basketball Center, Dongguan, Guangdong |

| 28 de febrero | Guangdong Southern Tigers | vs.                   | Liaoning Flying Leopards |                                            |
| 19:35         | Parciales: –, –, –, –     | Parciales: –, –, –, – | Parciales: –, –, –, –    |                                            |
|               |                           |                       |                          | Pabellón: Benxi Gymnasium, Benxi, Liaoning |

| 2 de marzo | Guangdong Southern Tigers | vs.                   | Liaoning Flying Leopards |                                            |
| 19:35      | Parciales: –, –, –, –     | Parciales: –, –, –, – | Parciales: –, –, –, –    |                                            |
|            |                           |                       |                          | Pabellón: Benxi Gymnasium, Benxi, Liaoning |

| 4 de marzo | Liaoning Flying Leopards | vs. | Guangdong Southern Tigers |                                                           |
| 19:35      |                          |     |                           |                                                           |
|            |                          |     |                           | Pabellón: Dongguan Basketball Center, Dongguan, Guangdong |

### (1) Liaoning Flying Leopards Vs. (3) Sichuan Blue Whales
| 26 de febrero | Liaoning Flying Leopards | vs.                   | Guangdong Southern Tigers |                                                           |
| 19:35         | Parciales: –, –, –, –    | Parciales: –, –, –, – | Parciales: –, –, –, –     |                                                           |
|               |                          |                       |                           | Pabellón: Dongguan Basketball Center, Dongguan, Guangdong |

| 28 de febrero | Guangdong Southern Tigers | vs.                   | Liaoning Flying Leopards |                                            |
| 19:35         | Parciales: –, –, –, –     | Parciales: –, –, –, – | Parciales: –, –, –, –    |                                            |
|               |                           |                       |                          | Pabellón: Benxi Gymnasium, Benxi, Liaoning |

| 2 de marzo | Guangdong Southern Tigers | vs.                   | Liaoning Flying Leopards |                                            |
| 19:35      | Parciales: –, –, –, –     | Parciales: –, –, –, – | Parciales: –, –, –, –    |                                            |
|            |                           |                       |                          | Pabellón: Benxi Gymnasium, Benxi, Liaoning |

| 4 de marzo | Liaoning Flying Leopards | vs. | Guangdong Southern Tigers |                                                           |
| 19:35      |                          |     |                           |                                                           |
|            |                          |     |                           | Pabellón: Dongguan Basketball Center, Dongguan, Guangdong |